# Instituto de Investigación Social, Económica y Política Ciudadana
El Instituto de Investigación Social, Económica y Política Ciudadana (ISEPCi) es un instituto de la República Argentina, con sede principal en Buenos Aires, que trabaja a nivel nacional en conjunto a varias sedes a lo largo del país, principalmente en temáticas sociales y económicas de barrios populares. Desde 2011 se dedica a la construcción de índices mensuales sobre la variación de precios de la Canasta Básica Alimentaria (CBA) en los comercios de cercanía  de los barrios populares (IBP). También elabora indicadores semestrales y anuales sobre diferentes factores que influyen en la vida de los barrios menos recursos, por ejemplo, el acceso a la alimentación, a la malnutrición, a los servicios públicos, entre otros. El instituto está ligado a la organización social Barrios de Pie/Libres del Sur y tiene convenios con universidades para el trabajo de datos.

## Historia
En el año 2000 los integrantes del ISEPCi, sin conformación legal, impulsaron la Escuela de Formación José de San Martín, dirigida a miembros de organizaciones sociales y estudiantiles del país, desarrollando cursos de formación de historia nacional y latinoamericana. 
Durante el 2002, 2003, 2004 y 2005, dictaron en distintos puntos del país la Cátedra Nacional Latinoamericana en conjunto con instituciones educativas y organizaciones de la sociedad civil. Este proyecto se desarrolló en seminarios o cátedras orientadas a la comprensión de la historia y el presente latinoamericanos con un sentido integrador. La cátedra se hizo en: Universidad de Buenos Aires, Universidad Nacional de La Plata, Universidad Nacional de Río IV y Universidad Nacional de Córdoba.
Otra de las experiencias en la que el equipo del ISEPCi participó, es la constitución de las Cátedras Bolivarianas en 2003. Planificadas en el ámbito de la organización social Congreso Bolivariano de los Pueblos, y cuyo objetivo se centra en el desarrollo de los valores de la integración regional latinoamericana. Dichas cátedras se dictan en la Universidad Popular Madres de Plaza de Mayo y en la Universidad Nacional de Cuyo (Mendoza). Asimismo el Instituto realizó diversos talleres en barrios populares de la Capital Federal y el conurbano bonaerense con las siguientes temáticas: Talleres de historia argentina, talleres de comunicación popular, talleres de derechos humanos, talleres de derecho a la igualdad de género, talleres de prevención en salud, sobre medio ambiente y asesoría legal. Durante los años 2007 y 2008, el Instituto desarrolló la Cátedra Juana Azurduy “Las Mujeres en la Historia, Historia de las mujeres”, en la Universidad Popular Madres de Plaza de Mayo.
Desde el año 2008 hasta la actualidad, el ISEPCi desarrolló capacitaciones sobre distintas temáticas vinculadas a las problemáticas económicas, políticas, sociales y culturales de diversos sectores sociales. Estas capacitaciones, cursos y seminarios de formación, han sido dirigidos a militantes de movimientos sociales, políticos y/o estudiantiles. A esto se suman los seminarios organizados por el propio Instituto, como así también la participación de miembros del ISEPCi como invitados/as en seminarios y encuentros nacionales e internacionales.
En el año 2011 participó del debate de crisis internacional e integración regional impulsado por CLACSO y posteriormente de la publicación de "América Latina. Una integración regional fragmentada y sin rumbo". A partir de este mismo año, el Instituto comenzó a construir Indicadores para reflejar las condiciones de vida de distintos sectores de la sociedad, mediante la técnica de Investigación Acción Participativa, elaborando de manera sistemática y técnica el Índice Barrial de Precios y el Indicador Barrial de Situación Nutricional, que miden la evolución de los precios de las Canastas Básicas Alimentaria y Total; y los porcentajes de malnutrición en lactantes, niños y adolescentes, respectivamente, en varias regiones del país.  
En 2012 participó en la edición de los libros: “¿Por qué no van a trabajar? 10 años de lucha por el trabajo digno y contra la pobreza en la Argentina” y en “Cómo juzgar al Kirchnerismo”.
En 2022 realizó el encuentro Nacional de Experiencias y Metodologías de Investigación Acción Participativa en la Universidad Nacional de Cuyo, con el objetivo de visibilizar y promover el intercambio y reconocimiento de las ricas experiencias que se vienen desarrollando dentro y fuera de las Casas de Estudio. Los temas centrales del encuentro fueron la Educación Popular, la Investigación Acción Participativa como metodología de trabajo.

## Indicadores

### Índice Barrial de Precios (IBP)[12][1]
El IBP es un proyecto de investigación-acción participativa,  que se realiza con la participación de gente que vive en barrios populares, ya que son ellos quienes hacen los relevamientos en sus comercios de cercanía, donde los precios suelen diferir del estimado e informado por el gobierno a través del INDEC. Tiene como objetivo estimar el costo de vida en los distintos barrios populares del país mediante el cálculo del valor y las variaciones de la Canasta Básica de Alimentos (CBA). Se realiza todos los meses y se toma  cada uno de los rubros alimenticios indicando su inflación, para poder generar datos del costo de la CBA y CBT mensual que se usa en Argentina para determinar la pobreza e indigencia en diversas provincias del país.

### Indicador Barrial de Situación Nutricional (IBSN)[16]
Este índice trabaja sobre la detección precoz de la malnutrición en niños, niñas y adolescentes de 0 a 19 años, realizada en comedores, merenderos, espacios comunitarios, círculos infantiles, postas sanitarias y otros espacios de la comunidad barrial en diversas localidades de 20 provincias de Argentina.
El objetivo de este indicador es obtener y compartir datos sobre la situación nutricional de niños, niñas y adolescentes de todo el país, a través una medición antropométrica, es decir un proceso de relevamiento de talla y peso.

### Indicador Familiar de Acceso a la Alimentación (IFAD)[17][18]
Este indicador, se desarrolla en el marco del proyecto denominado “Monitoreo Nacional sobre el Impacto de Políticas Públicas Desarrolladas por el Plan Nacional Argentina Contra el Hambre”, el cual busca construir información estadística significativa sobre diferentes aspectos vinculados con el acceso y goce del derecho a la alimentación y la salud de las familias que viven en barrios populares.
Los datos se usan para conocer el impacto real en la situación alimentaria de las medidas que se tomaron en el marco del Plan Nacional Argentina contra el Hambre, específicamente si aquellas como la tarjeta Alimentar y otras transferencias de recursos, generaron cambios en las familias que los reciben, comparándolas con la situación de las que no cuentan con esos ingresos.
Sin embargo, el mal desempeño económico del gobierno de Alberto Fernández llevó al fracaso del programa, al desplomarse el poder adquisitivo de la población por altas tasas inflacionarias, como así se disparó la pobreza y la indigencia. El programa dejó de funcionar en 2022.